# ドリーム・イーヴル
ドリーム・イーヴル（DREAM EVIL）は、スウェーデンのイェーテボリ出身のヘヴィメタルバンド。
イン・フレイムス、ダーク・トランキュリティ、ハンマーフォールなど多くのスウェーデン出身のバンドを手掛けたプロデューサー、フレドリック・ノルドストロームを中心に結成された。

## 来歴
1999年、ノルドストロームとファイアーウインドのギタリストであるガス・Gにより結成され、2002年にデビュー・アルバム『ドラゴンスレイヤー』を発表。2003年にはセカンド・アルバム『イーヴライズド』を発表し、バンドは同作で初めて、母国スウェーデンのアルバム・チャートでトップ60入りを果たした。サード・アルバム『ザ・ブック・オブ・ヘヴィ・メタル』（2004年）発表後にガス・Gが脱退してマーク・ブラックが後任として加入し、その後スノーウィ・ショウも脱退して、アルバム『ユナイテッド』（2006年）には新ドラマーのパット・パワーが参加した。
2017年には7年ぶりのアルバム『シックス』を発表し、2019年より続くアルバムの制作を開始するが、新型コロナウイルス感染症の世界的流行の影響により中断された。そして、2024年に発表された『メタル・ゴッズ』には、Jonathan Thorpenberg、トミー・ヨハンソン、クリストファー・アモットといったゲスト・ギタリストが参加した。

## メンバー

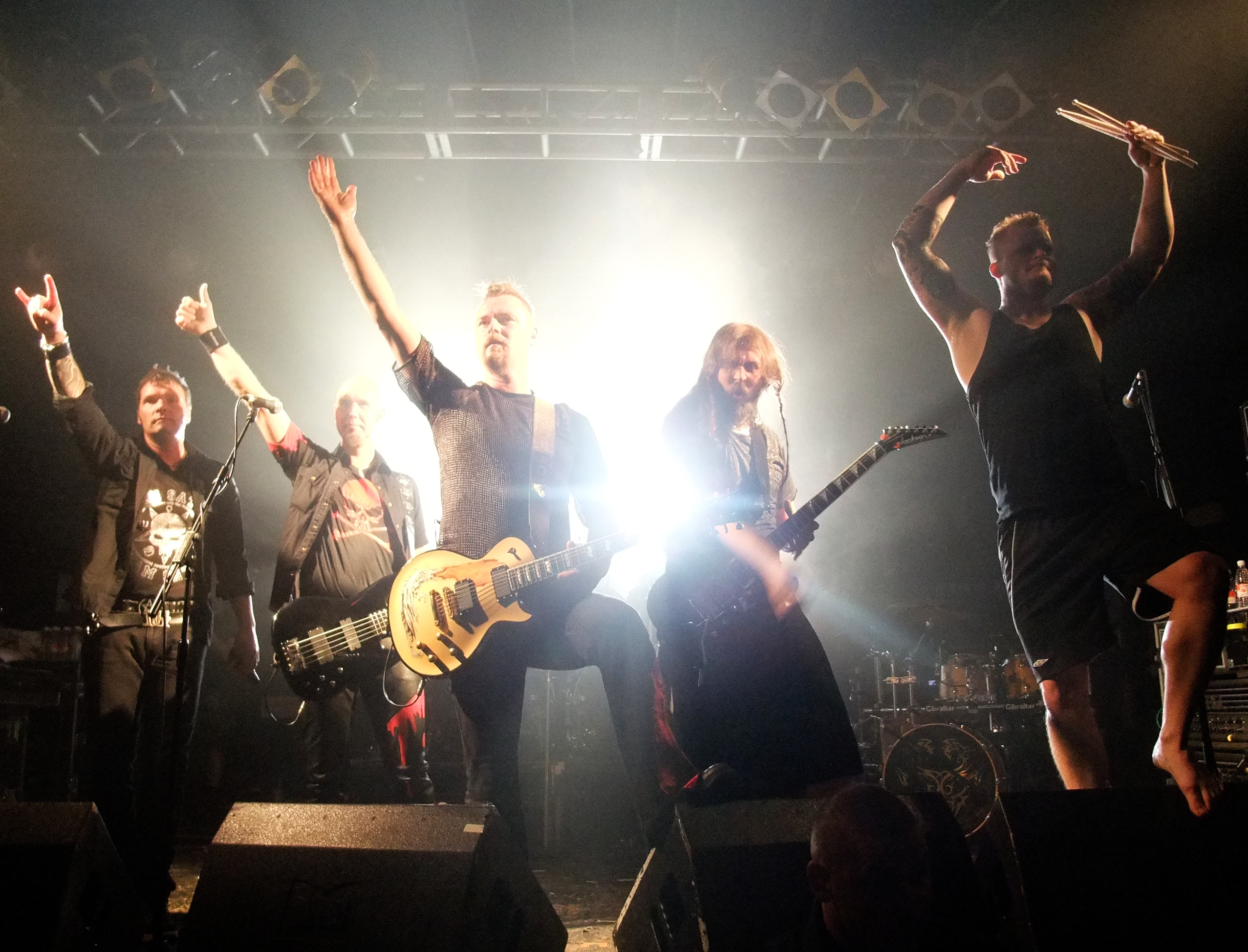
2010年のグループショット - 英ロンドン公演

### 現ラインナップ
- ニック・ナイト（Nick Night、本名：ニクラス・イスフェルド (Niklas Isfeldt)） - ボーカル (1999- )
- リッチー・レインボー（Ritchie Rainbow、本名：フレドリック・ノルドストローム (Fredrik Nordström)） - リズムギター/キーボード (1999- )
音楽プロデューサーでレコーディングスタジオスタジオ・フレッドマンのオーナーである。イン・フレイムス、ダーク・トランキュリティなど、メロディックデスメタルバンドを中心に多くのプロデュースを行っている。
- マーク・U・ブラック (Mark U. Black) - リードギター (2004-2007, 2013- )
- ピート・ペイン（Pete Pain、本名：ペーテル・ストールフォシュ (Peter Stålfors)） - ベース (1999- )
- サー・N (Sir N) - ドラムス (2019- )

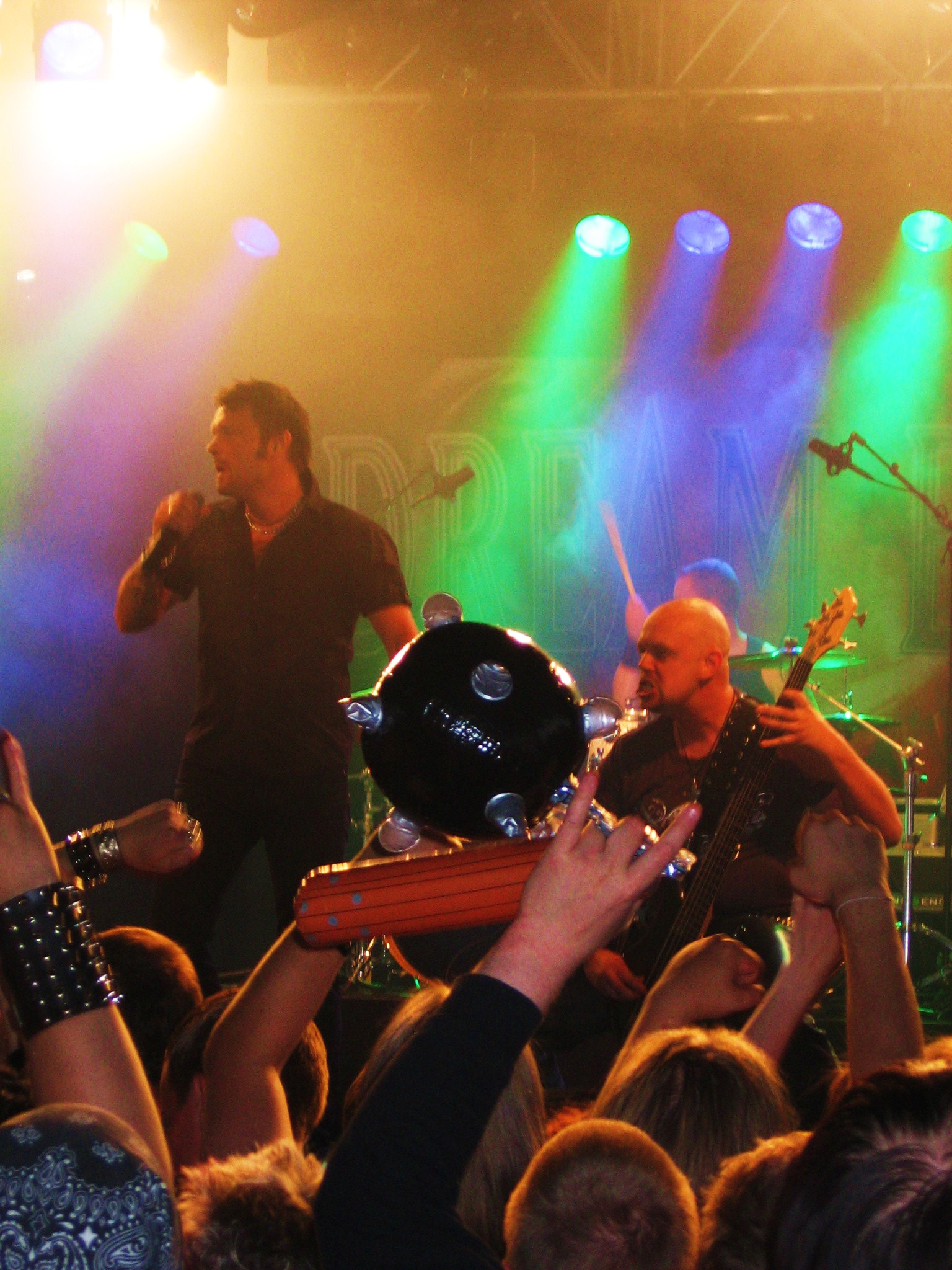
左 ニック・ナイト(Vo) 右 ピート・ペイン(B) 2008年
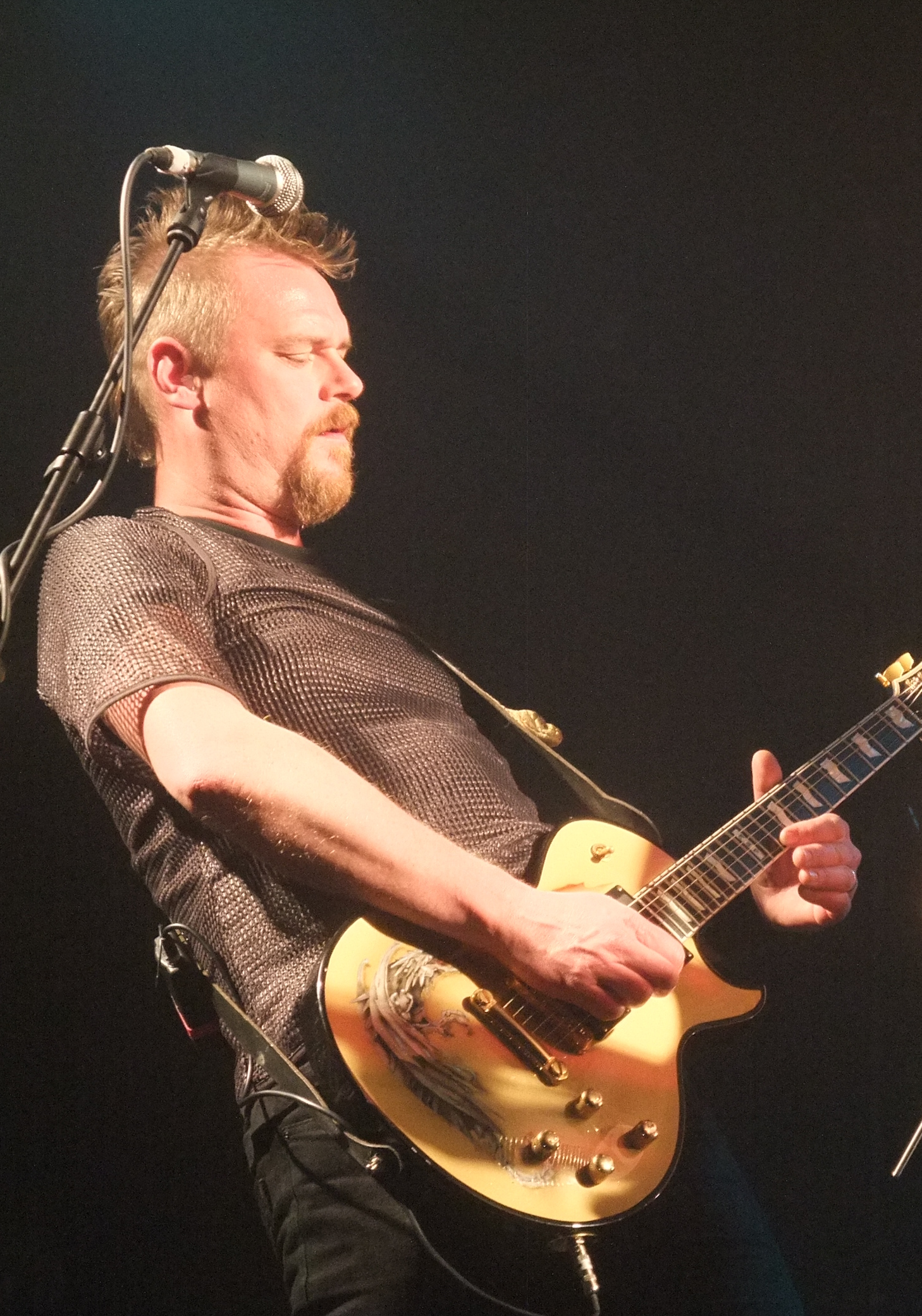
リッチー・レインボー(G/Key) 2010年
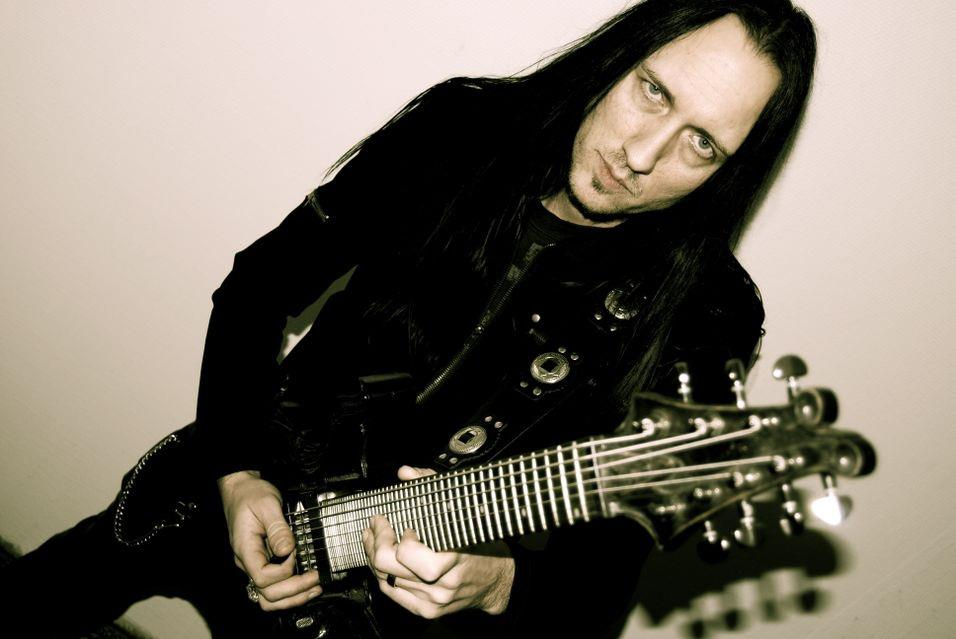
マーク・U・ブラック(G) 2012年

### 旧メンバー
- ジェイク・E・ベリ (Jake E. Berg) - ボーカル (2005)
- ガス・G (Gus G.) - ギター (1999-2004)
脱退後にもアルバム『ユナイテッド』収録曲「マイ・ナンバー・ワン」にゲスト参加した[4]。
- ダニー・ディーモン (Dannee Demon) - リードギター (2007 - 2013)
- トミー・ラーション (Tommy Larsson) - ベース (2005)
脱退後ヒードに加入した。
- スノーウィー・ショウ (Snowy Shaw) - ドラムス (1999-2006)
キング・ダイアモンド、マーシフル・フェイトやメメント・モーライなどに在籍していた。
- パット・パワー (Pat Power) - ドラムス (2006-2019)

## ディスコグラフィー

### スタジオ・アルバム
- 2002年 『ドラゴンスレイヤー』 - Dragonslayer
- 2003年 『イーヴライズド』Evilized
- 2004年 『ザ・ブック・オブ・ヘヴィ・メタル』 - The Book of Heavy Metal
- 2006年 『ユナイテッド』 - United
- 2010年 『イン・ザ・ナイト』 - In the Night
- 2017年 『シックス』 - Six
- 2024年 『メタル・ゴッズ』 - Metal Gods

### ライブ・アルバム
- 2008年 『ヘヴィ・メタルで金メダル!!』 - Gold Medal in Metal (Alive & Archive)

### シングル・ミニアルバム
- 2003年 Children Of The Night